# Sugar season vol.3 〜秋月〜
「Sugar season vol.3 〜秋月〜」（シュガー・シーズン・ヴォリューム・スリー あきつき）は、佐藤ひろ美（佐藤裕美名義）の通算15枚目のシングル。2005年10月26日にアリアエンターテインメントから発売された。

## 概要
佐藤のシングルとしては前作「時代の無双花」以来、約2か月半ぶりのリリースとなる。
四季をテーマに4枚のシングル連続リリース『Sugar season』シリーズ第3弾。
佐藤が表題曲とカップリング曲1曲、上松範康が2曲目のカップリング曲を歌詞・作曲を手掛けた。表題曲は藤田淳平が編曲を担当しており、同シリーズで初めて上松が編曲を担当しなかった。

## シングル収録内容
| #         | タイトル                       | 作詞・作曲 | 編曲      | 時間  |
| --------- | ------------------------------ | ---------- | --------- | ----- |
| 1.        | 「秋月」                       | 佐藤裕美   | 藤田淳平  | 4:09  |
| 2.        | 「FLY!!!」                     | 佐藤裕美   | 上松範康  | 3:36  |
| 3.        | 「いのりうた」                 | 上松範康   | 上松範康  | 1:54  |
| 4.        | 「秋月」(Off vocal ver.)       |            |           | 4:07  |
| 5.        | 「FLY!!!」(Off vocal ver.)     |            |           | 3:35  |
| 6.        | 「いのりうた」(Off vocal ver.) |            |           | 1:51  |
| 合計時間: | 合計時間:                      | 合計時間:  | 合計時間: | 19:12 |